# Don Zagier
Don Bernhard Zagier, né le 29 juin 1951 à Heidelberg en Allemagne, est un mathématicien américain. Il est spécialisé en théorie des nombres, en particulier en théorie des formes modulaires et leurs liens avec la topologie. Il est professeur à l'institut Max-Planck de mathématiques à Bonn. Il a été titulaire de la chaire de théorie des nombres au Collège de France à Paris de 2001 à 2014.

## Carrière
En 1972, Zagier soutient une thèse de doctorat en mathématiques sur les classes de Pontryagin équivariantes et applications aux espaces d'orbites, réalisée sous la direction de Friedrich Hirzebruch à l'université de Bonn.
Zagier et Benedict Gross obtiennent le prix Frank-Nelson-Cole en 1987 dans la catégorie théorie de nombres pour leur théorème reliant la hauteur de certains points (point de Heegner) sur une courbe elliptique modulaire et la valeur en 1 de la première dérivée de la fonction L, prolongement analytique dans le plan complexe d'une équation définissant une courbe elliptique.
Plus anecdotiquement, il a publié une preuve en une phrase du théorème des deux carrés de Fermat.
Il a été le directeur de thèse, entre autres, de Svetlana Katok, Maxime Kontsevitch, Joseph Oesterlé, Nils-Peter Skoruppa (de), Maryna Viazovska et Sander Zwegers.

## Distinctions
- 1983 : médaille Carus (de)
- 1987 : prix Frank-Nelson-Cole dans la catégorie Théorie des nombres
- 1996 : prix Élie-Cartan
- 2000 : prix Chauvenet
- 2001 : prix von Staudt
- 2003 : doctorat honoris causa de l'université Paris-Est-Marne-la-Vallée[4]
- 2007 : Conférence Gauss